# Hafenbahn Frankfurt C9 und C10
Die Dampflokomotiven Hafenbahn Frankfurt C9 und C10 der Hafenbahn Frankfurt wurden 1949 von Krauss-Maffei als Industrielokomotiven gebaut.
Sie wurden bis 1958 bei der Hafenbahn eingesetzt. Danach kamen sie zur Zeche Hibernia in Gladbeck. Die Lokomotiven waren bis 1966 dort im Einsatz und wurden danach ausgemustert sowie verschrottet.

## Geschichte
Die Lokomotiven wurden wahlweise für Nassdampf oder für Heißdampf unter der Standardtype D 16 gefertigt. Es sind vier Nassdampflokomotiven und zwei für Heißdampf bekannt, wobei es sich bei letzteren um die beiden Lokomotiven der Hafenbahn handelt. Es waren noch mehrere Lokomotiven gefertigt worden, die für die Feuerung mit Briketts verwendet wurden und als äußeres Merkmal einen großen Funkenfängeraufsatz trugen.
Die beiden Maschinen der Hafenbahn wurden nach neun Jahren durch die Vollverdieselung an die Zeche Hibernia verkauft und dort 1966 ausgemustert und bald danach verschrottet.

## Technik
Bei den Lokomotiven wurde die Schweißtechnik eingesetzt. So war eine durchgehende Fläche zwischen Wasserkästen, Führerhaus und Kohlenkasten sowie eine durchgehende glatte Form durch den Wegfall der Nietenreihen vorhanden, ebenso wie im Bereich des Kessels ein glatter Übergang zwischen Steh-, Langkessel und Rauchkammer. Wie viele Lokomotiven von Krauss-Maffei hatten sie einen Schornstein mit Krempenausführung.
Sie besaßen eine Heusinger-Steuerung, die Steuerung erfolgte mit Kolbenschiebern. Angetrieben wurde die dritte Achse der Lok. Die Kesselaufbauten waren ein Dampfdom sowie ein großer Sandkasten. Pro Triebwerksseite waren vier Sandfallrohre vorhanden, mit denen pneumatisch die inneren Achsen beidseitig gesandet werden konnten. Zur Ausrüstung der Lok gehörten ferner eine indirekte Bremse, alle Räder wurden einseitig von vorn abgebremst. Der Luftpresser saß rechts ganz vorn an der Rauchkammer. Die Beleuchtung erfolgte elektrisch mit einem Turbogenerator. Als weitere Signalausrüstung besaß die Lok ein Läutewerk rechts neben dem Schornstein und eine Druckluftpfeife auf dem Kesselscheitel hinter dem Schornstein.